# Edward Burne-Jones

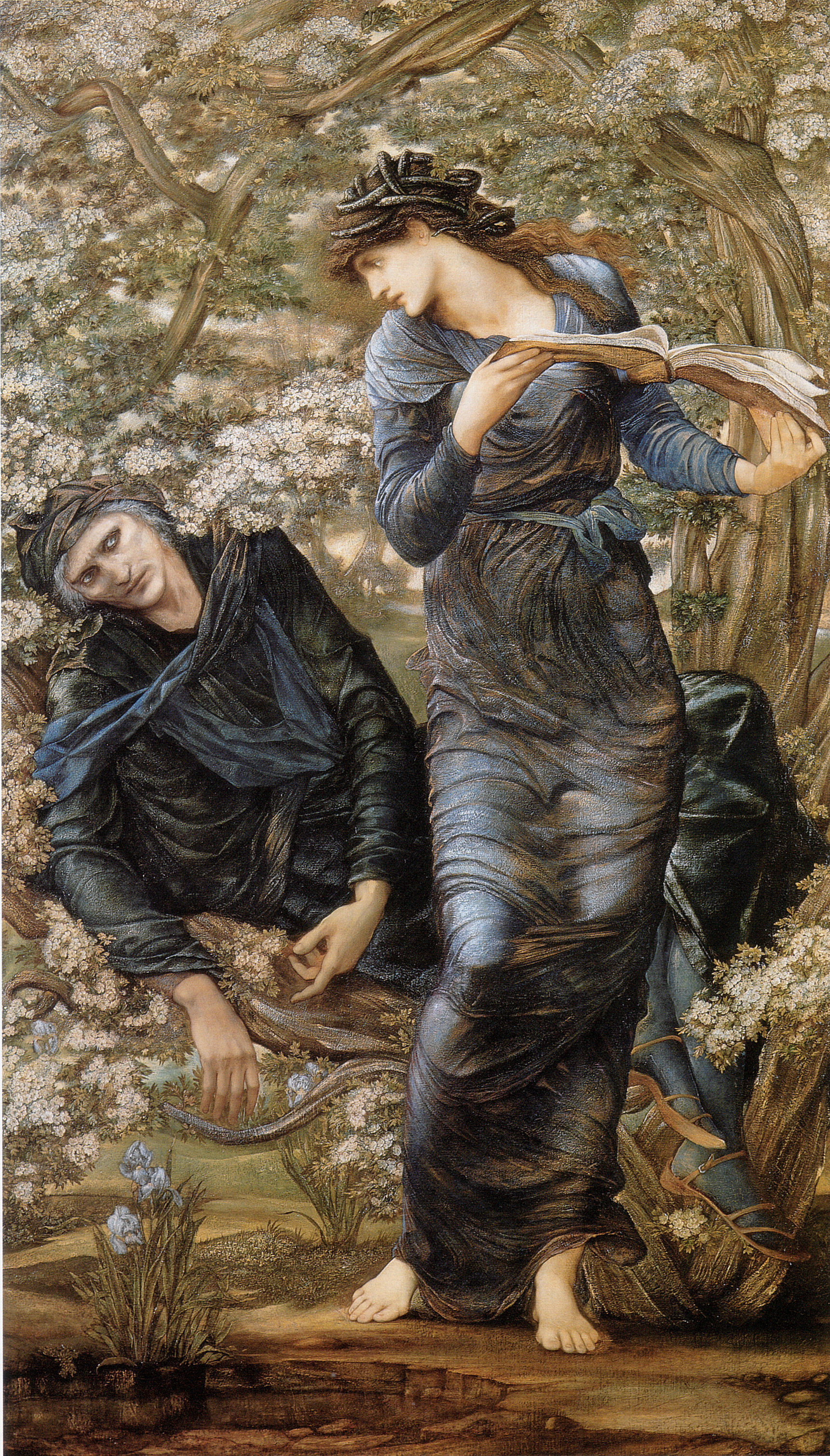
Merlinovo okouzlení

Edward Coley Burne-Jones (28. srpna 1833, Birmingham – 17. června 1898, Londýn) byl anglický malíř, napojený na umělecké hnutí prerafaelitů. Kromě malby se věnoval navrhování keramických dlaždic, šperků, gobelínů, vitráží a divadelních kostýmů. Věnoval se též knižním ilustracím či fotografii.

## Život
Byl synem rámaře. Jeho matka zemřela šest dní po jeho narození. Vychovával ho otec a hospodyně, která byla dle Burne-Jonesových vzpomínek velmi zlá a on proto od dětství utíkal do světa snů a představ. Mnohé z tehdejších jeho dětských fantazií (např. rytíři vítězící nad nepřízní osudu) se později objevilo i v jeho tvorbě.
Původně studoval teologii na Exeter College v Oxfordu. Tam se seznámil se spisovatelem, výtvarníkem a socialistou Williamem Morrisem, který ho posléze představil malíři Johnu Ruskinovi. Ten Burne-Jonese pak uvedl do okruhu tzv. prerafaelitů. Zároveň se rozhodl učit se vedle teologie malbě, jeho učitelem se stal Dante Gabriel Rossetti. I na jeho radu se rozhodl věnovat umění a teologii opustit. Svoje studia na Oxfordu ani nezakončil. Pod vlivem Morrise se začal věnovat tvorbě vitráží, což byl druh umění, který chtěli Morris s Burne-Jonesem v Anglii obnovit. Založili společně dokonce firmu, která se věnovala výzdobě anglických kostelů a silně ovlivnila jejich vzhled. Minulost byla vůbec jeho základním inspiračním zdrojem, v jeho plátnech byl patrný vliv renesančních umělců Sandra Botticelliho či Andrey Mantegny. Dalším formujícím vlivem pro něj byly zásady prerafaelitů – bohatá barevnost, pozornost věnovaná detailu, mystické náměty.
Jeho první vystavené práce kritika nepřijala dobře. Až v roce 1877 se dočkal uznání, když vystavoval v Grosvenor Gallery osm olejomaleb. Kritika jimi byla nadšená. To byl zásadní průlom v jeho kariéře. V roce 1885 byl jmenován prezidentem Birmingham Society of Artists a v roce 1894 byl povýšen do šlechtického stavu.
Životopisce láká i malířův osobní život. Roku 1860 se oženil s Georgianou MacDonaldovou (1840–1920), která byla rovněž malířkou. Byla velmi krásnou ženou a Burne-Jonesův nejlepší přítel William Morris se do ní zamiloval. Georgiana jeho city ale neopětovala. Sám Burne-Jones měl divoký milenecký poměr se svou řeckou modelkou Mariou Zambaco, která kvůli němu dokonce chtěla spáchat sebevraždu na veřejnosti. Navíc Macdonaldové rodina sehrála velkou úlohu v britských politických a kulturních dějinách: jedna z Georgiiných sester byla matkou budoucího ministerského předsedy Stanleyho Baldwina, další spisovatele Rudyarda Kiplinga.
V roce 1896 zemřel Burne-Jonesův přítel Morris. Malíř upadl do depresí, z nichž se již nevzpamatoval. Zemřel roku 1898. Na pokyn prince z Walesu se konal ve Westminster Abbey státní pohřeb. Burne-Jones byl prvním britským malířem, kterému se dostalo této pocty.
Jeho obrazy prý ovlivnily tvorbu spisovatele J. R. R. Tolkiena.